# Mantidactylus massorum
Mantidactylus massorum és una espècie de granota de la família dels mantèl·lids endèmica de Madagascar. Està en perill d'extinció per la pèrdua del seu hàbitat natural.